# 席依達·蓋瑞特
席依達·蓋瑞特（英語：Siedah Garrett），於1960年6月24日出生在加州洛杉磯，是美國作曲人和隱退歌手。

## 職業初期
她于80年代初期出現在公眾視野中。
她的HIT包括與Dennis Edwards合唱的Don't Look Any Further（1984，流行榜#72，R&B榜#2），Do You Want It Right Now?（1985，舞曲榜#3，R&B榜#63），其他還有I Want Your Soul，Everchanging Times（1987，成人抒情榜#30）和K.I.S.S.I.N.G."（1988，#97）

## 與迈克尔·杰克逊一起
令蓋瑞特聲名鵲起的事情發生在1987年。那幾年迈克尔·杰克逊在結束了Thriller，Victory Tour以及We Are The World等工作后一頭紮進了籌備新專輯的工作中，席依達·蓋瑞特成爲了迈克尔·杰克逊的工作人員，這是蓋瑞特之幸也是杰克逊之幸。蓋瑞特的參與讓杰克逊接下來的那張充滿搖滾味道的專輯中多了一絲福音的風味。
1987年5月，迈克尔·杰克逊新專輯BAD首單I Just Can't Stop Loving You發售，這首由MJ作曲作詞的情歌正是由蓋瑞特和杰克逊合唱的。首單不負眾望地登頂美國Billboard榜和英國UKCHART榜首，成爲了BAD專輯的第一首冠單，為BAD今後無比強勢的5首冠單開了個好頭。
蓋瑞特沒有辜負迈克尔·杰克逊團隊對她的看重。她和Glen Ballard合作為BAD專輯寫了一首超級金曲Man In The Mirror。這首歌表達了對貧困人群的擔憂，并提倡從改變自我開始改變世界。迈克尔·杰克逊將蓋瑞特和Glen Ballard的作品演繹得十分精彩。Man In The Mirror發售于1988年2月，在沒有MV支持的情況下在美國Billboard榜成功登頂，成爲了BAD專輯在美國的第四隻冠軍單曲；雖然這首歌在英國榜只拿到了21位，但時間將這首金曲的價值充分體現出來，杰克逊逝世後，Man In The Mirror成了杰克逊在英國播放次數最高的單曲。該曲的現場更是極富感染力，迈克尔·杰克逊在1988年的格萊美上表演了這首歌。我們可以在這首歌的和聲中清楚地聽到蓋瑞特的聲音。而蓋瑞特也因為這首經典歌曲永遠被人們銘記。
1992年-1993年，蓋瑞特作為伴唱之一參加了迈克尔·杰克逊的Dangerous世界巡演，並與杰克逊一同演唱I Just Can't Stop Loving You。看得出來杰克逊挺喜歡蓋瑞特，並且他們之間還傳過一些新聞。

## 职业生涯
1991年，她成为了电视节目 America's Top 10 的主持人。
1995年，蓋瑞特被邀请参与了Maysa Leak's (of the group Incognito) 首张独唱专辑的工作，她担任了歌曲Sexy的合作作词人并在和声中献声。
1996年，她加入了Brand New Heavies，参与了他们一张专辑的工作，并与1998年初离开乐队，专注於个人的歌曲创作。
蓋瑞特於2004年作为伴唱和dancer参与了麦当娜的巡演。蓋瑞特早期还参与过麦当娜的一些作品如True Blue(1986)和Who's That Girl(1987)
2006年，蓋瑞特开始为Bill Condon工作。Condon当时正在拍电影梦幻女郎（Dreamgirls）。由她填词的一首作品Love You I Do交给了Jennifer Hudson独唱，这首作品为蓋瑞特带来了2007年奥斯卡最佳原创歌曲提名。在第50届格莱美上，Love You I Do让蓋瑞特和合作者Henry Krieger赢得了两个奖项。
2009年，迈克尔·杰克逊突然离世。蓋瑞特作为好友悲痛万分。她表达了对迈克尔·杰克逊命运的不满，并再次演唱了Man In The Mirror。
2010年，蓋瑞特作为上海世博会主题曲Better City Better Life的主要创作人员之一在世博开幕会上演唱了主题曲。

## 上海世博会主题曲Better City Better Life
2010年上海世博会于2010年4月30日晚举行开幕式。蓋瑞特作为主题曲《Better City Better Life》的合作创作人和演唱者来到了世博园，向全世界演唱了这首歌。

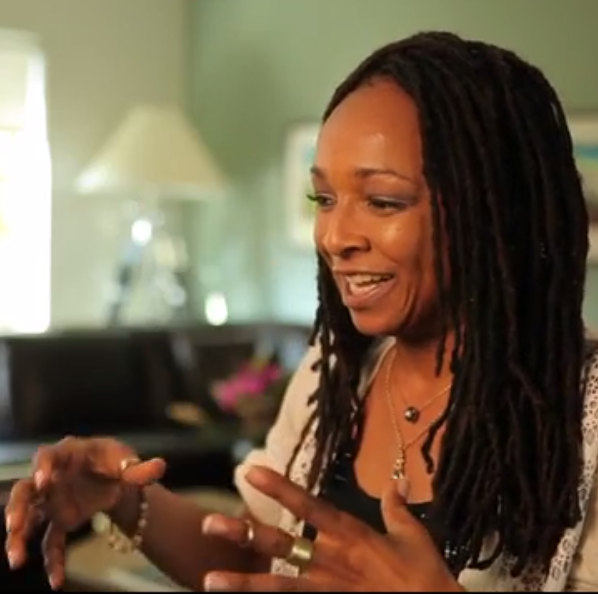
席依達·蓋瑞特

Better City Better Life由美国著名音乐人Quincy Jones和华人音乐家谭盾共同作曲，由Quincy和Siedah Garrett共同作词，由Jonathan Buck和蓋瑞特共同演唱。